# Labisia longistyla
Labisia longistyla är en viveväxtart som beskrevs av George King och Gamble. Labisia longistyla ingår i släktet Labisia och familjen viveväxter. Inga underarter finns listade i Catalogue of Life.